# Gabriele Becker
Gabriele Becker (née le 17 août 1975 à Marbourg) est une athlète allemande spécialiste du 100 mètres. Elle obtient ses seules médailles internationales en relais 4 × 100 mètres

## Carrière

### Palmarès
| Date | Compétition                  | Lieu            | Résultat | Performance |
| ---- | ---------------------------- | --------------- | -------- | ----------- |
| 1993 | Championnats d'Europe junior | Saint-Sébastien | 3e       | 44 s 60     |
| 1994 | Championnats du monde junior | Lisbonne        | 2e       | 44 s 78     |
| 1995 | Championnats du monde        | Göteborg        | 3e       | 43 s 01     |

### Records
| Épreuve    | Performance | Lieu     | Date        |
| ---------- | ----------- | -------- | ----------- |
| 100 mètres | 11 s 54     | Göteborg | 6 août 1995 |